# Pedro Calles
Pedro Luis Calles Porras conocido como Pedro Calles (Córdoba, España, 24 de agosto de 1983) es un entrenador español de baloncesto que actualmente ejerce como primer Entrenador del ALBA Berlín de la Basketball Bundesliga.

## Trayectoria
El entrenador se formó como jugador en clubes como Maristas, Villanueva, Pozoblanco, Las Gabias o Baloncesto Córdoba. Comenzó su andadura técnica en el cuadro colegial, aunque su primera prueba de nivel profesional le llegó siendo ayudante de Manuel Jiménez en el Baloncesto Córdoba, y posteriormente de Rafa Gomariz en el Plasencia de LEB Plata. Así, tras finalizar sus estudios en Ciencias de la Actividad Física y el Deporte, dio el salto a la Basketball Bundesliga, como preparador físico y ayudante en la mejora individual del Artland Dragons de Quakenbrück.
En 2012 pasó a formar parte del Vechta Rasta, en el que fue ganando peso temporada tras temporada, hasta conseguir la confianza necesaria para situarse al frente de la primera plantilla durante la temporada 2018-19, tras ascender el club germano a la Basketball Bundesliga y no continuar el técnico norteamericano Douglas Spradley. En mayo de 2018, Pedro se convierte en primer entrenador del club germano.
En la temporada 2018-19 recibió el premio al Entrenador del Año de la Basketball Bundesliga.
En junio de 2020, firma como entrenador del Hamburg Towers de la Basketball Bundesliga. En mayo de 2022, Calles ficha por el Oldemburgo, también en Alemania.Fue cesado de su cargo, el domingo 3 de noviembre, tras perder contra el SYNTAINICS MBC e ir décimo en la clasificación de la Bundesliga.
El 3 de noviembre de 2024, deja de ser entrenador del Oldemburgo.
El 11 de enero de 2025, firma como entrenador asistente de Israel González en el ALBA Berlín de la Basketball Bundesliga.

## Clubs
- 2009-10: Cajasol Córdoba 2016. Liga LEB Plata. Preparador físico y entrenador ayudante.
- 2010-11: Club Baloncesto Plasencia. Liga LEB Plata. Entrenador ayudante.
- 2011-12: Club Baloncesto Plasencia. Liga LEB Plata. Entrenador.
- 2012-15: Artland Dragons. Preparador físico.
- 2015-18: SC Rasta Vechta. Preparador físico y entrenador ayudante.
- 2018-20: SC Rasta Vechta. Basketball Bundesliga.
- 2020-22: Hamburg Towers. Basketball Bundesliga.
- 2022-24: EWE Baskets Oldemburgo. Basketball Bundesliga.
- 2024-25: EWE Baskets Oldemburgo. Basketball Bundesliga. Entrenador ayudante.
- 2025-actualidad: Alba Berlín Entrenador Principal